# Gobernador general de Canadá

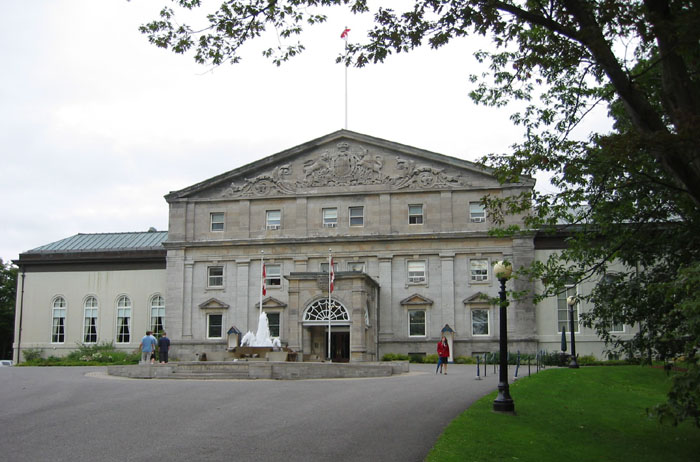
Rideau Hall, en Ottawa, es la residencia oficial del gobernador general de Canadá.

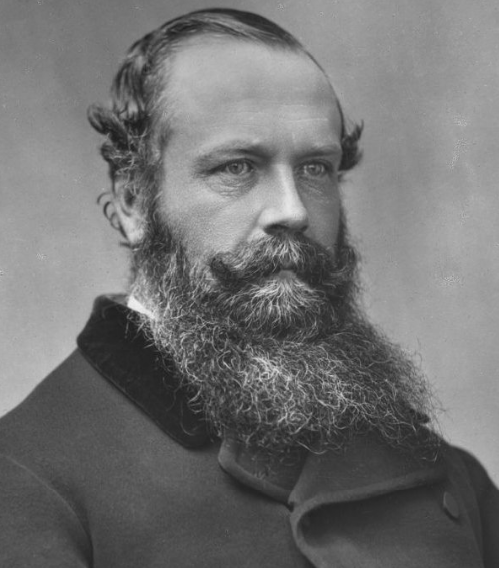
Charles Stanley Monck, primer gobernador general de Canadá desde su era independiente.

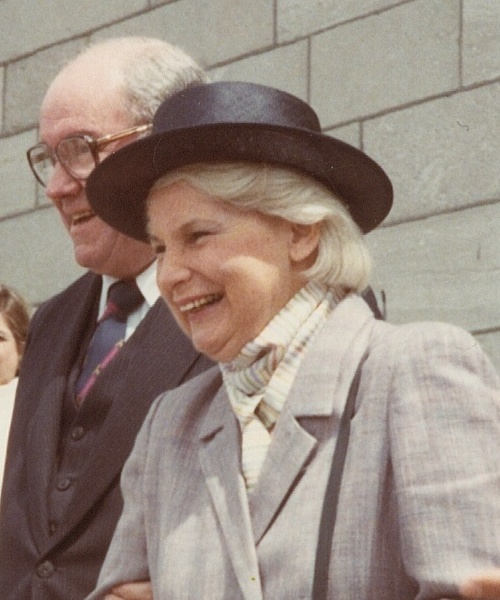
Jeanne Sauvé, primera mujer en ser gobernadora general de Canadá, en 1984.

En Canadá, el gobernador (o gobernadora) general (en francés: gouverneur général o gouverneure générale; en inglés: Governor General) actúa como jefe de Estado y es el representante del monarca británico (actualmente  Carlos III), que es también el rey y jefe de Estado de Canadá. En el pasado, los gobernadores generales de Canadá eran miembros de la nobleza británica. Pero desde 1952, ha habido una nueva política de designar a ciudadanos canadienses al cargo. Un ciudadano que posea un historial distinguido de servicio público a la nación puede ser nominado al puesto de gobernador general por el primer ministro de Canadá, siendo el nombramiento formal hecho por el monarca.
Los gobernadores generales canadienses utilizan el prefijo honorífico de El o La Muy Honorable durante su vida, y también Su Excelencia durante su tiempo en el cargo. Su residencia oficial es Rideau Hall en Ottawa, y hay también otra casa oficial usada ocasionalmente en la Ciudad de Quebec llamada La Citadelle.
El poder ejecutivo en Canadá y la función administrativa son ostentados plenamente por el primer ministro y su Gobierno; el gobernador general lleva a cabo muchas actividades simbólicas, formales, culturales y ceremoniales, como el mando supremo de las Fuerzas Armadas Canadienses. El gobernador general firma todas las leyes federales de Canadá, con el fin de darles legitimidad política, aceptando el consejo de los miembros de la Cámara Alta y del primer ministro. Cuando una nueva sesión del Parlamento se abre, el gobernador general también lee el discurso del trono, preparado por los miembros del partido político que tiene una mayoría en el Gobierno. Se requiere que el gobernador general se pueda expresar con soltura en francés e inglés, los dos idiomas oficiales de Canadá. 
El 21 de enero de 2021, Julie Payette, renunció a su puesto de gobernadora general, puesto que asumió en funciones interinas, Richard Wagner, presidente de la Corte Suprema de Canadá. Mary Simon, es la actual gobernadora general desde el 26 de julio de 2021.